# Kolomenskoye
Kolomenskoye (em russo: Коло́менское) é uma antiga propriedade imperial situado a muitos quilômetros de Moscou, na Rússia, na antiga estrada que levava a Kolomna. Na área de 390 hectares situa-se a nascente do Rio Moskva. Tornou-se parte de Moscou na década de 1960.

## UNESCO
Uma das construções de Kolomenskoye, a Igreja da Ascensão, foi incluída na lista de Patrimônio Mundial, por ser um dos primeiros exemplos da tradicional igreja com teto de madeira com estruturas de pedra e tijolos